# Amblygobius
Genre
Synonymes
- Ambligobius[2]
- Seychellea Smith, 1957[2]
- Seychellia[2]
- Yabotichthys Herre, 1945[2]

Amblygobius est un genre de poissons regroupant 14 des nombreuses espèces de gobies.

## Liste des espèces
Selon World Register of Marine Species (19 octobre 2020) :
- Amblygobius albimaculatus (Rüppell, 1830)
- Amblygobius buanensis Herre, 1927
- Amblygobius bynoensis (Richardson, 1844)
- Amblygobius calvatus Allen & Erdmann, 2016
- Amblygobius cheraphilus Allen & Erdmann, 2016
- Amblygobius decussatus (Bleeker, 1855) - Gobie à contre-hachures
- Amblygobius esakiae Herre, 1939
- Amblygobius linki Herre, 1927
- Amblygobius magnusi (Klausewitz, 1968)
- Amblygobius nocturnus (Herre, 1945)
- Amblygobius perpusillus
- Amblygobius phalaena (Valenciennes, 1837) - Gobie à bandes
- Amblygobius semicinctus (Bennett, 1833)
- Amblygobius sewardii (Playfair, 1867)
- Amblygobius sphynx (Valenciennes, 1837) - Gobie sphynx
- Amblygobius stethophthalmus (Bleeker, 1851)
- Amblygobius tekomaji (Smith, 1959)

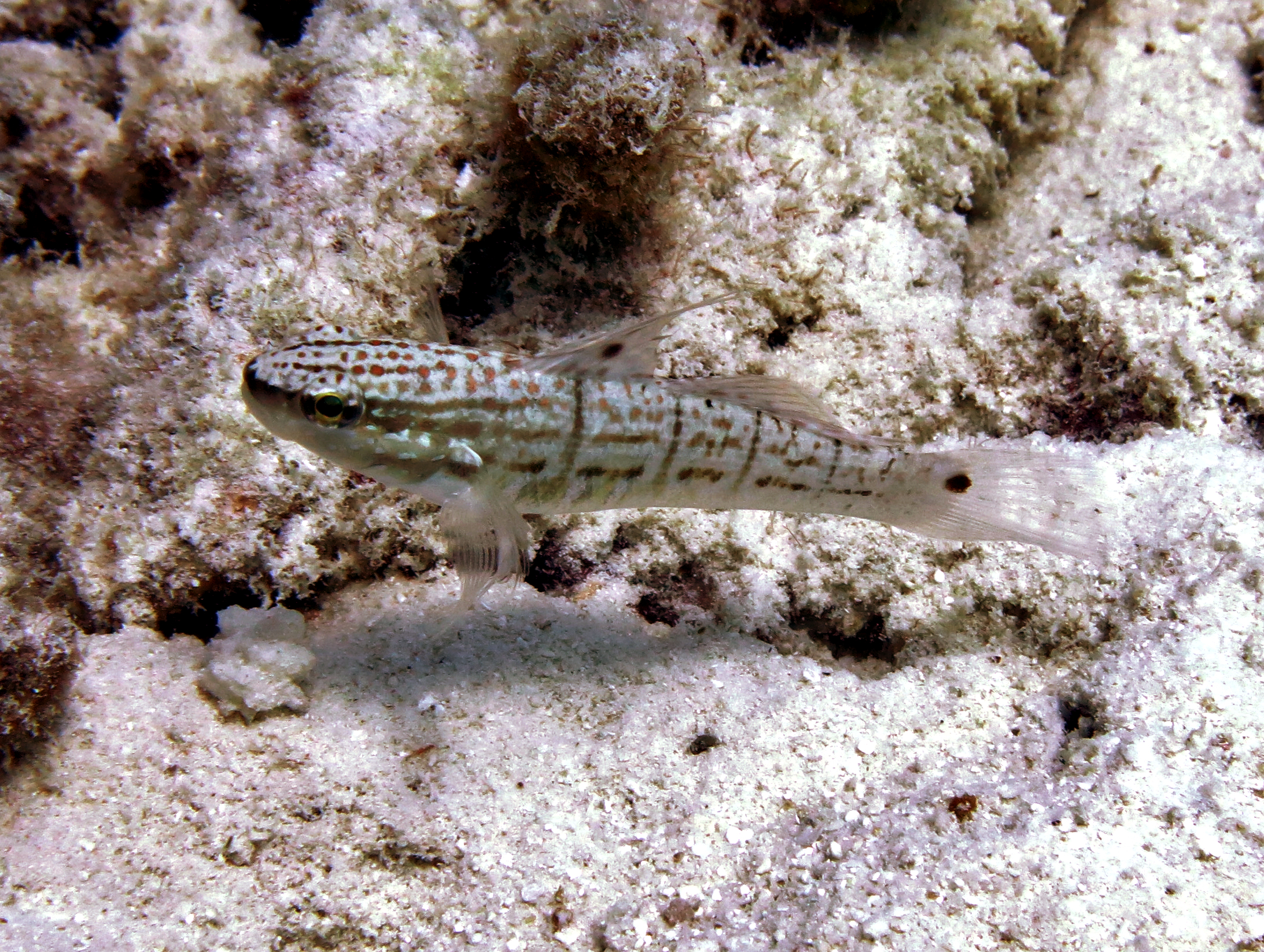
Amblygobius albimaculatus (femelle)
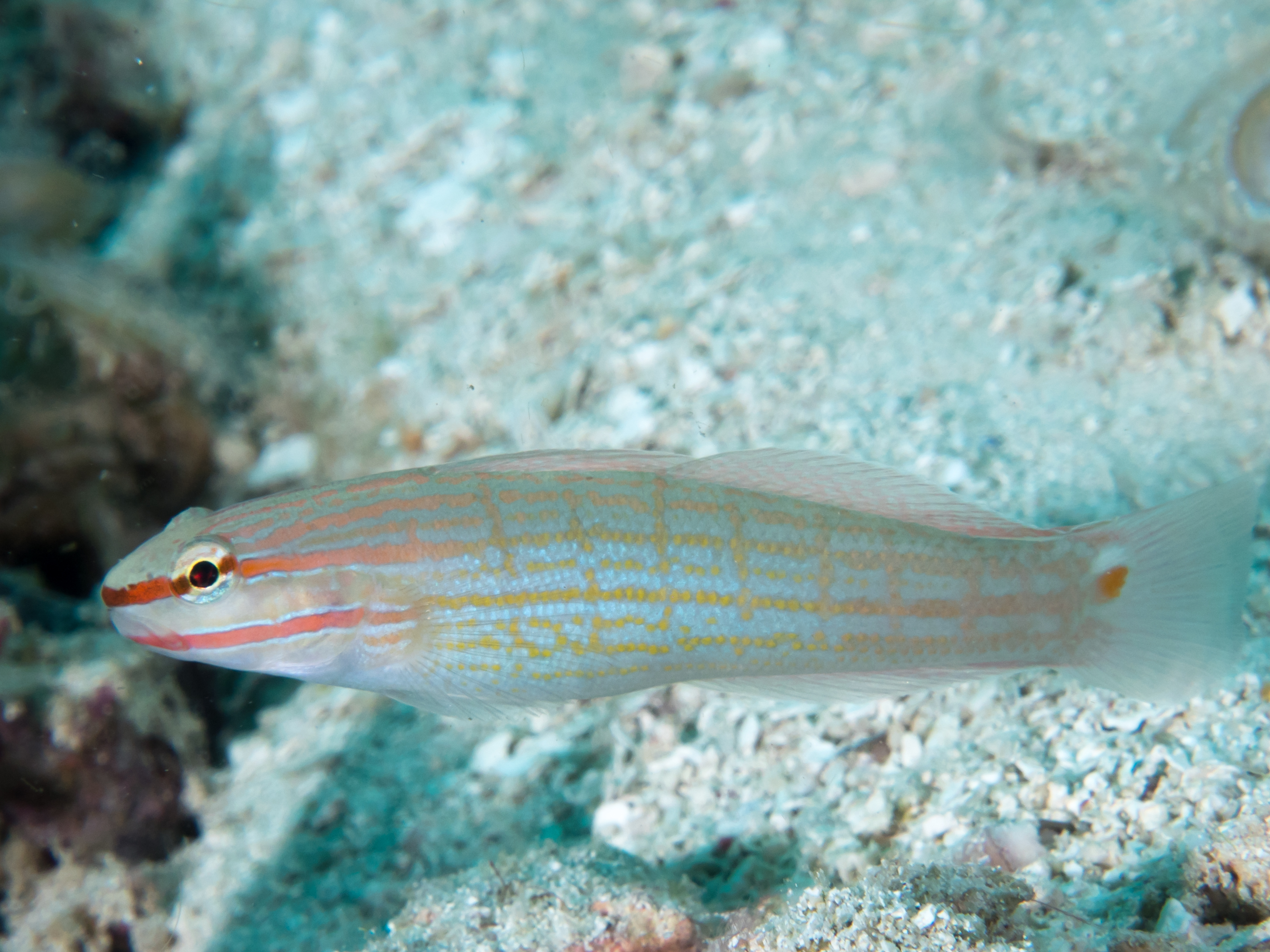
Amblygobius decussatus
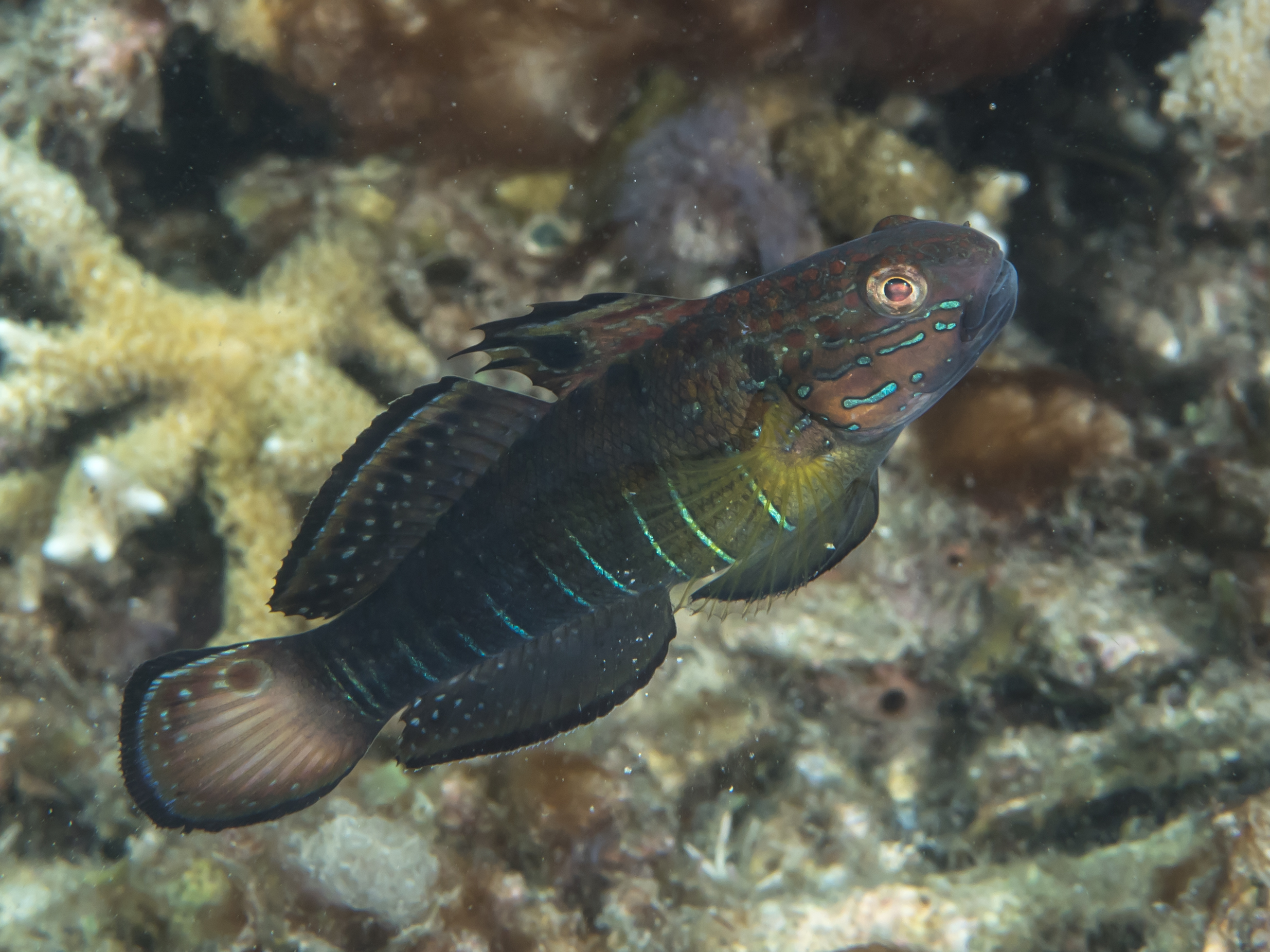
Amblygobius phalaena
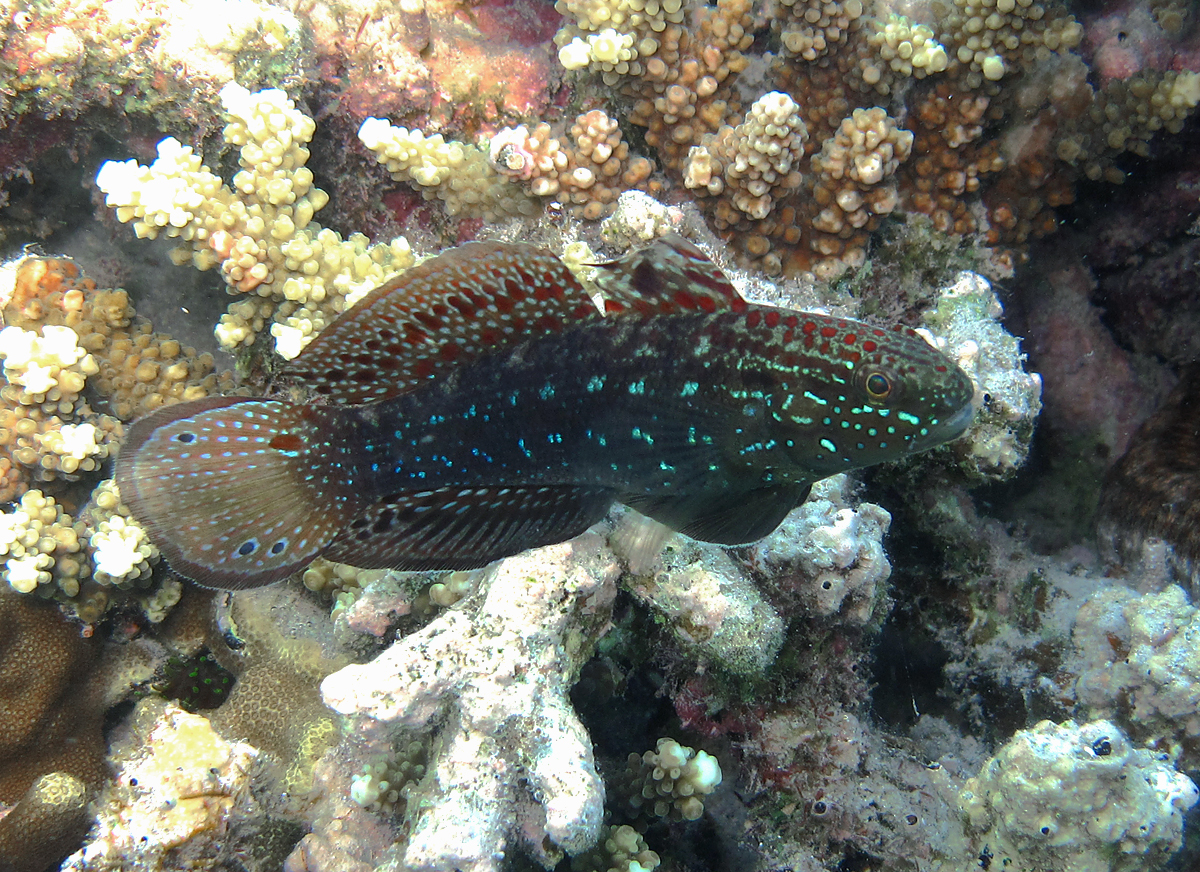
Amblygobius semicinctus
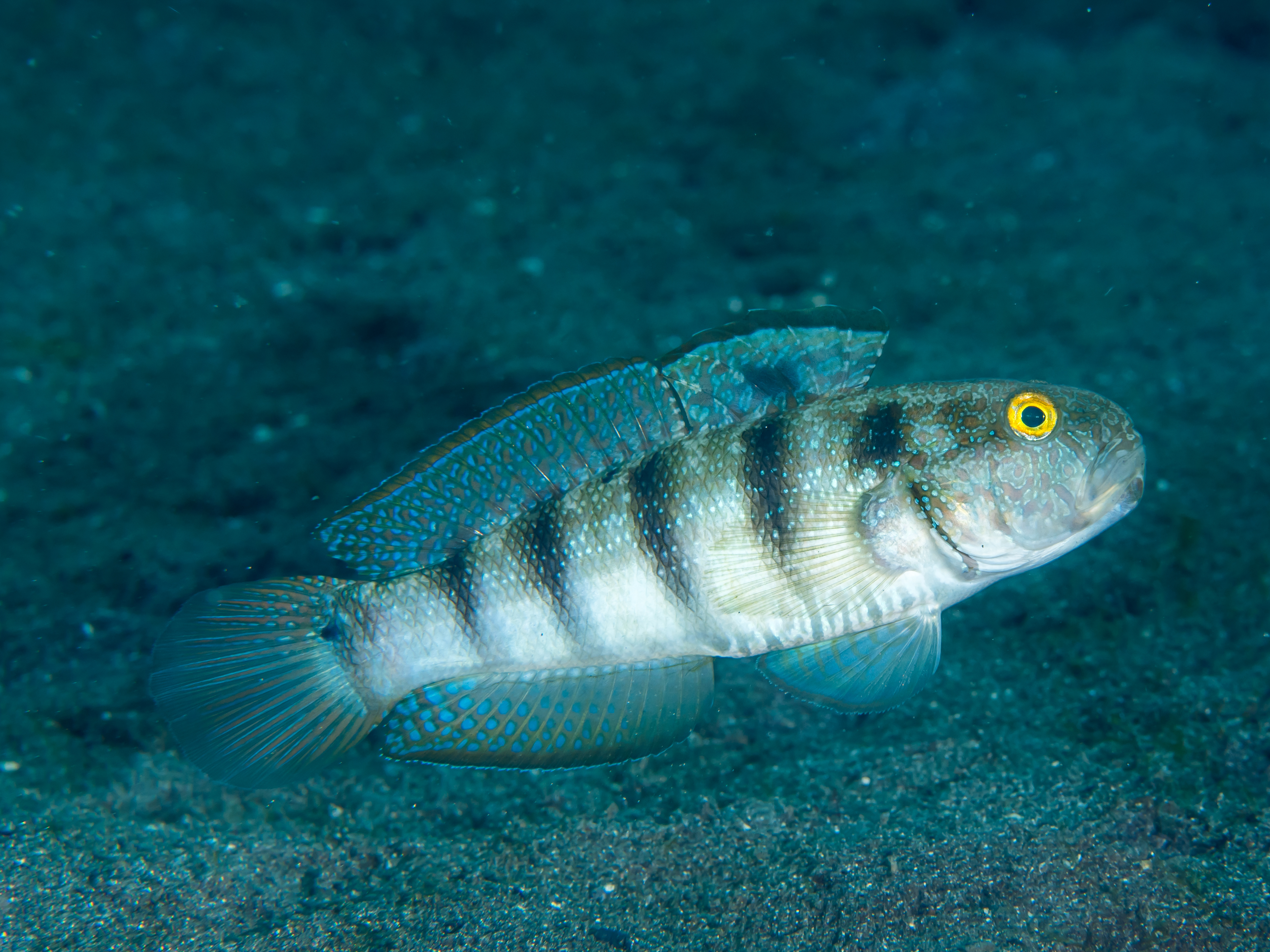
Amblygobius sphynx
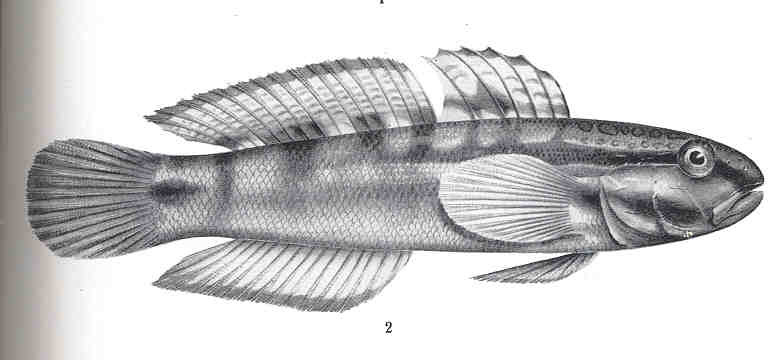
Amblygobius bynoeusis